# Stecki (obwód grodzieński)
Stecki (biał. Сцяцкі; ros. Стецки) – wieś na Białorusi, w obwodzie grodzieńskim, w rejonie grodzieńskim, w sielsowiecie Kwasówka.

## Historia
Dawniej okolica szlachecka w powiecie grodzieńskim, województwa trockiego Rzeczypospolitej Obojga Narodów.
W czasach zaborów w granicach Imperium Rosyjskiego, w guberni grodzieńskiej, w powiecie grodzieńskim.
W latach 1921–1939 okolica leżała w Polsce, w województwie białostockim, w powiecie grodzieńskim, w gminie Łasza.
Według Powszechnego Spisu Ludności z 1921 roku zamieszkiwało 91 osób, 78 było wyznania rzymskokatolickiego a 13 prawosławnego. Jednocześnie 86 mieszkańców zadeklarowało polską przynależność narodową a 5 białoruską. Było tu 13 budynków mieszkalnych.
Miejscowość należała do parafii prawosławnej w Łaszy i rzymskokatolickiej w Zaniewiczach. Podlegała pod Sąd Grodzki w Indurze i Okręgowy w Grodnie; właściwy urząd pocztowy mieścił się w Kwasówce.
W wyniku napaści ZSRR na Polskę we wrześniu 1939 miejscowość znalazła się pod okupacją sowiecką. 2 listopada została włączona do Białoruskiej SRR. 4 grudnia 1939 włączona do nowo utworzonego obwodu białostockiego. Od czerwca 1941 roku pod okupacją niemiecką. 22 lipca 1941 r. włączona w skład okręgu białostockiego III Rzeszy. W 1944 miejscowość została ponownie zajęta przez wojska sowieckie i włączona do obwodu grodzieńskiego Białoruskiej SRR.